# Albert Eckhout
Albert Eckhout (kolem 1607 Groningen – 1665/1666 tamtéž) byl nizozemský malíř portrétů a zátiší. Význam jeho děl tkví zejména v dokumentaci předkoloniální brazilské historie.
Někdy je jeho jméno pozměňováno na Albert (van den/ van der) Eyckhout, Albert Eeckholt, Albert Eyckholt, Albert Eckout, Albert Eckholt, Albert Achout nebo Albert Ae(e)ckhout.

## Život a dílo
O výtvarných studiích Alberta Eckhouta neexistují žádné zmínky.
Mezi léty 1637 a 1644 se zúčastnil společně s nizozemským malířem Fransem Postem, architektem Pietrem Postem, lékařem a botanikem Willemem Pisem, historiografem Casparem van Baerlem a kartografem a astronomem Georgem Marggrafem osmileté brazilské expedice pod vedením guvernéra a vrchního velitele hraběte Jana Mořice Nasavsko-Siegenského pověřeného Nizozemskou západoindickou společností. Cílem této expedice bylo vedle nastolení míru v regionu přírodovědný výzkum Brazílie. Pozornost Alberta Eckhouta směřovala na rozdíl od Franse Poste ku místnímu obyvatelstvu a tamější etnické rozmanitosti. Jejich portréty vytvářel v letech 1641–1644. Vedle toho také maloval zátiší s místními plody, rostlinami, ptactvem a jinými živočichy.
Po návratu z výzkumné expedice v roce 1644 žil několik let v Groningenu a Amersfoortu. Na doporučení Jana Mořice se stal dvorním malířem Jana Jiřího II. Saského. Předpokládá se, že v letech 1653–1659 vytvořil stropní výmalbu v Hoflößnitzu a Radebeulu, u které se nedochoval ani podpis ani datum zhotovení. Zobrazují osmdesát brazilských ptáků. V této době měl také vyhotovit olejomalby, zobrazující příslušníky exotických kmenů, pro zámek Pretzsch, které byly roku 1928 převezeny na zámek Schwedt, kde v roce 1945 shořely. Roku 1663 se Eckhout vrátil zpět do Groningenu. V roce 1664 tam obdržel městské právo.
Johann Moritz věnoval několik Eckhoutových maleb svému synovci Frederiku III. Dánskému. Celkem 23 jeho děl se nachází v Dánském národním muzeu v Kodani. Stovky kreseb, věnovaných Fridrichu Vilému I. Braniborskému, přešly do inventáře Pruské státní knihovny (dnes Státní knihovna v Berlíně), odkud se po druhé světové válce ztratily. Znovu byly nalezeny v roce 1977 v Jagellonské knihovně v polském Krakově.
Na konci 70. let 17. století věnoval Johann Moritz osm obrazů od Alberta Eckhouta, které namaloval po návratu do Nizozemska, francouzskému králi Ludvíkovi XIV. Tyto obrazy se do současnosti však nedochovaly.

## Galerie

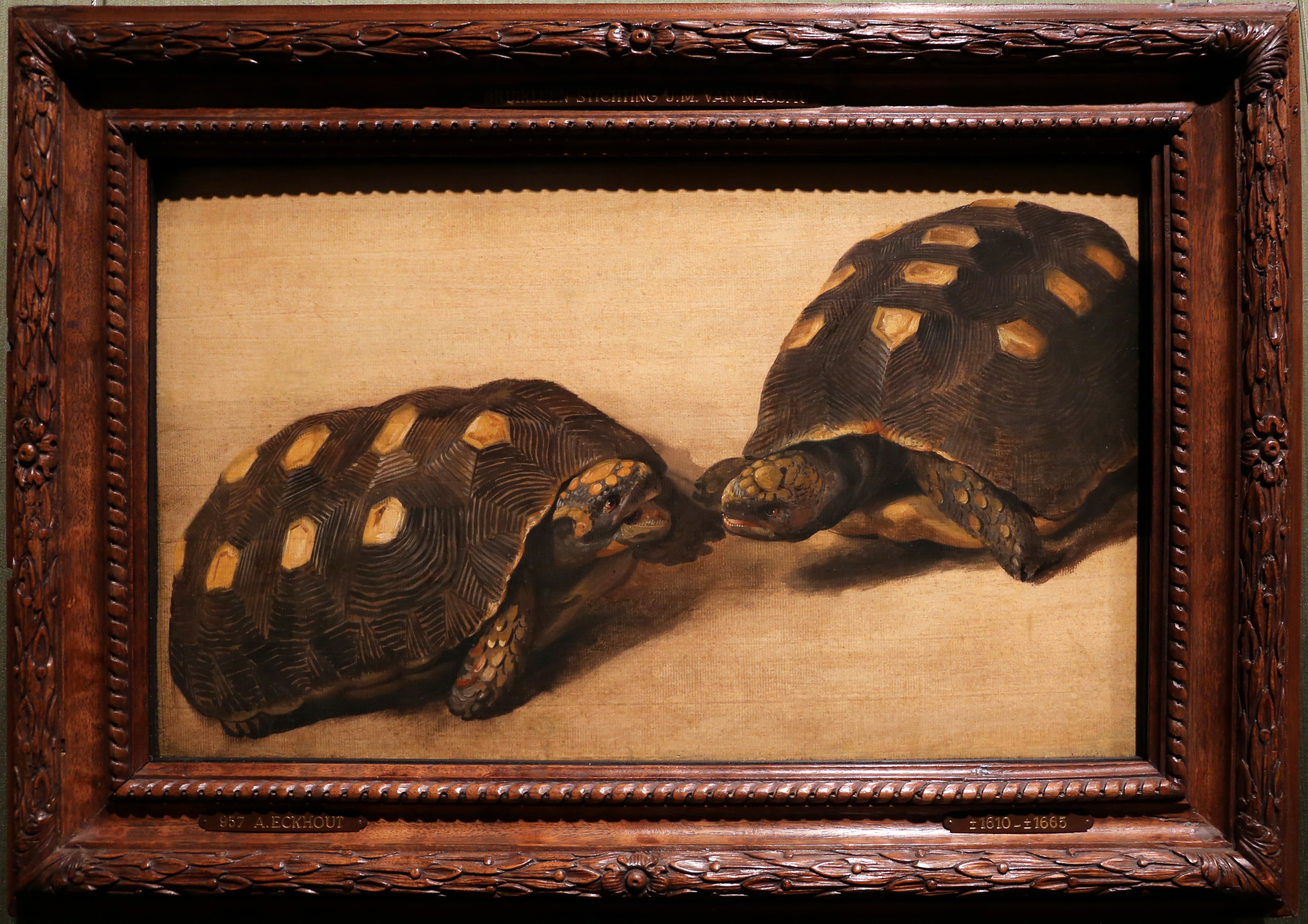
Brazilské želvy (1640)
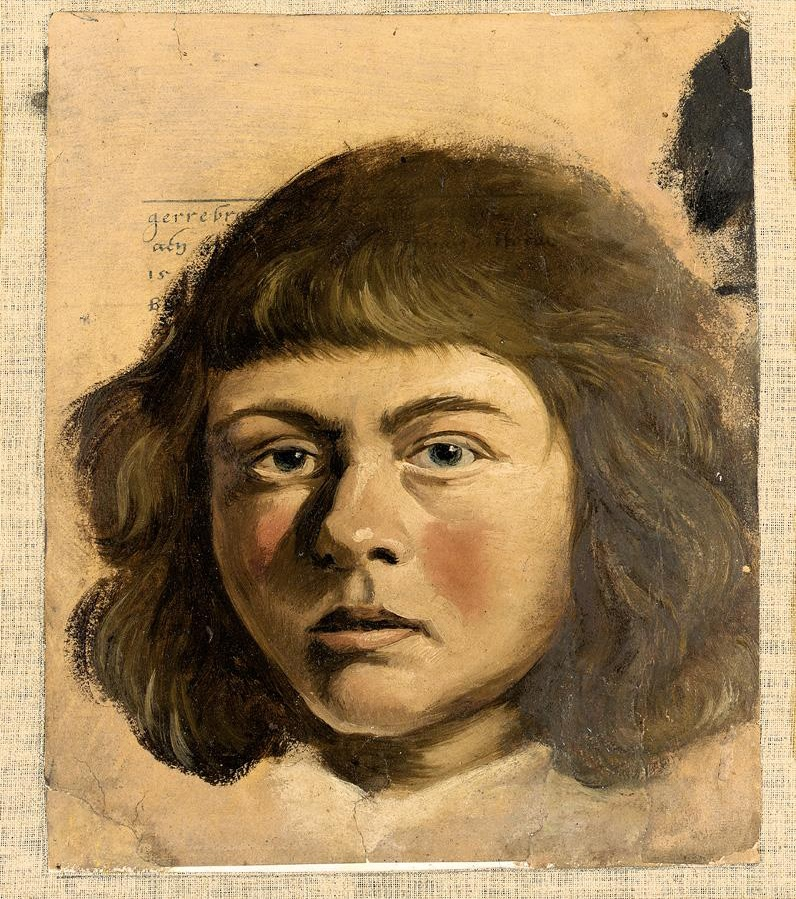
Hlava chlapce (1637)
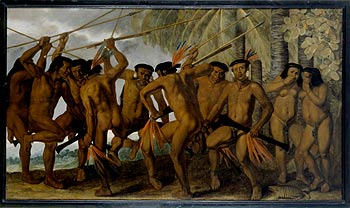
Tanečníci Tarairiu (1643)
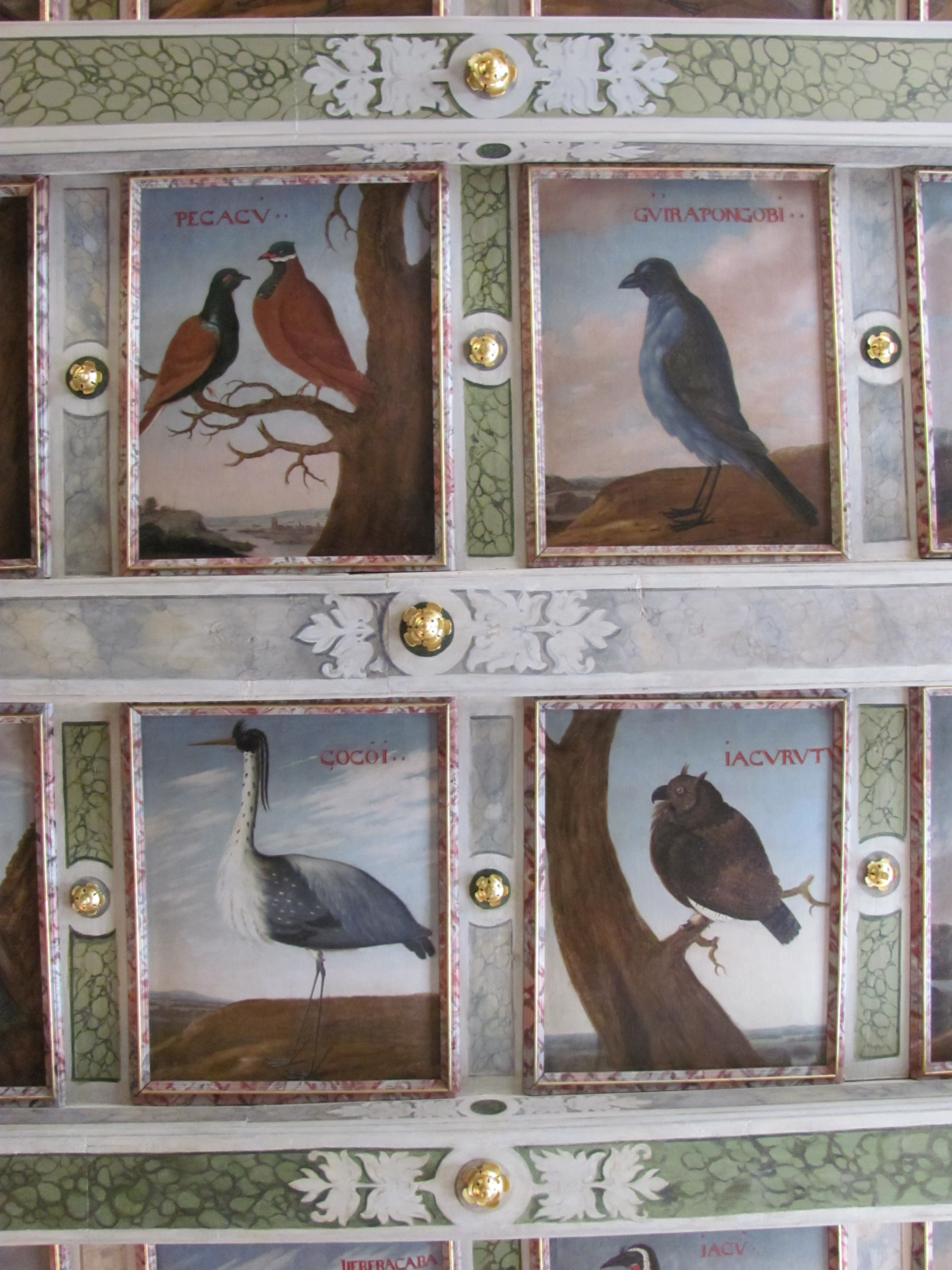
Kazetový strop s motivy brazilského ptactva na panském sídle Hoflößnitz